# 史提芬·艾利蘭
史提芬·占士·艾利蘭（英語：Stephen James Ireland，1986年8月22日—）出生於愛爾蘭科克郡的科布，是一名職業足球員，擔任中場。曾效力史篤城。

## 生平

### 曼城
艾利蘭在出生及成長的科布開展其球員事業，首先在其父米高（Michael Ireland）曾效力的科布漫步者（Cobh Ramblers）的少年隊參賽。而在學時期的史提芬·艾利蘭曾參加多隊英國球隊的試訓，但由於他患有奧斯戈德氏病而多不願冒險羅致。終於在15歲時加入曼城的青訓系統。
艾利蘭在2005年曾參與曼城一隊數場的季前熱身賽。於9月18日主場對保頓首次為一隊在正式比賽上陣，於完場前後補入替祖爾·巴頓。三日後在英格蘭聯賽盃作客對唐卡士打首次正選登場。10月2日主場2-0擊敗愛華頓，是他首場正選在英超上陣，其出色的表現使他獲選為最佳球員（Man of the Match），賽後更被領隊皮雅斯點名稱讚。其後6場比賽史提芬·艾利蘭繼續擔當正選，更為他贏得一紙直到2009年才屆滿的合約。餘下的球季艾利蘭參與大約半數曼城的比賽，於4月在操練時觸傷小腿而提早「收咧」，在2005/06年球季合共16次正選及12次後補上陣，未有取得入球。由於在上季有突破的表現，在休季期間包括些路迪、新特蘭及諾定咸森林等球會均對這名小將表示有興趣。
2006/07年球季史提芬·艾利蘭季初只能在後備席等待機會，皮雅斯認為年青球員需要用實際表現爭取領隊的信任，才可以獲得正選的席位。2006年拆禮物日作客錫菲聯，下半場78分鐘史提芬·艾利蘭離門20碼左腳「窩利」射入，一箭定江山兼在英超「開齋」。史提芬·艾利蘭的第二個入球在另一支设菲尔德球隊身上取得，2007年1月16日在英格蘭足總盃第三圈主場對錫周三，完半場前接應祖爾·巴頓的傳球近門射入先拔頭籌，最終以2-1淘汰對手晉級。史提芬·艾利蘭開始鞏固其在中場的正選席位，雖然合約尚有18個月才屆滿，曼城已準備提高薪金續約留人。2月18日足總盃第五圈作客3-1淘汰普雷斯頓，史提芬·艾利蘭於完場前射入決勝球。雖然新特蘭領隊堅尼十分欣賞這位同是來自科克的小師弟，但史提芬·艾利蘭於2007年4月12日與曼城簽訂四年新約。
2007/08年球季艾歷臣取代皮雅斯執掌曼城，史提芬·艾利蘭認為其新收購的球員將大大增強球隊的攻力。這本來是史提芬·艾利蘭振翅高飛的一年，但他卻在國家隊及球會惹來不斷的爭議。季初一切發展順利，2007年11月5日主場對新特蘭，下半場67分鐘史提芬·艾利蘭射穿哥頓的「大小龍門」，曼城憑這入球小勝1-0，保持開季主場全勝及在聯賽榜上升到第3位；但史提芬·艾利蘭在入球後隨即退下短褲，露出印有超人（Superman）標誌的內褲，他這個慶祝的舉動引起非議，由於這場比賽透過電視現場直播，賽後艾歷臣擔心史提芬·艾利蘭會因此被罰，最終足總以其沒有露出臀部，決定只作警告了事。11月24日主場對雷丁，史提芬·艾利蘭在完場前受傷補時射入致勝球，2-1獲勝兼延續主場全勝氣勢。兩星期後作客對熱刺，離完場尚餘8分鐘，雙方仍然1-1平手，史提芬·艾利蘭向李榮杓作出雙腳飛剷攔截，被球證直接出示紅牌驅逐離場，熱刺的隨即射入奠定勝局，賽後艾歷臣承認判決合理，史提芬·艾利蘭亦迅速向領隊對因此導致球隊落敗而道歉。下半季曼城成績急速下滑，雖然在「曼徹斯特打吡」主客兩勝曼聯，排名由有力爭標跌至聯賽榜中游。2008年3月16日史提芬·艾利蘭在次循環主場對熱刺以入球洗擦被逐的不快記憶，下半場60分鐘近門射入披平1-1，最終2-1獲勝報卻一敗之辱，取得自去年12月中以來在主場聯賽的首場勝仗。4月26日主場對富咸史提芬·艾利蘭再下一城，開賽後10分鐘在禁區外左路「灣」入球門右上角先開紀錄，但曼城在領先2-0後最終反輸2-3。無心戀戰的曼城在煞科日作客1-8慘敗於米杜士堡腳下。史提芬·艾利蘭以4個入球及1面紅牌結束這個充滿爭議的球季。季後艾歷臣被炒而由馬克·曉士接掌帥印。雖然再有傳言史提芬·艾利蘭將會轉投新特蘭，但曉士澄清沒有其事。
2008/09年球季展開，2008年8月24日史提芬·艾利蘭在主場3-0擊敗韋斯咸貢獻兩次助攻，賽後他重申留隊的意願。8月30日作客新特蘭取得本季首個入球。其後曼城以天價羅致羅賓奴後令人期待會有好成績出現，在6-1大炒樸茨茅夫及升上聯賽榜第5位後，隊中各人士氣大增。 He scored again the in 2–2 draw at Newcastle United on 20 October. He scored both goals in the 2–2 draw at Hull City on 16 November,and opened the score in the successive league match against Arsenal. After netting in a 2-1 win over Everton, Ireland took his seasons tally to 13 in a memorable season for the Irishman.

### 维拉
2010年8月18日曼城俱乐部宣布爱尔兰作为米尔纳转会的一部分加盟阿斯顿维拉，这也是其职业生涯效力的第二家球会。但他一直未能融入球隊，在傷兵滿營的維拉中場線，上半季僅獲派上陣10場。2011年1月31日終獲外借到紐卡素直到球季結束。

### 國家隊
2009年8月12日國家隊友賽澳洲，賽前傳言查柏東尼曾接觸艾利蘭，但在公佈入選名單中仍然沒有份兒。
國際賽入球
| #  | 日期          | 球場                      | 對賽球隊 | 入球比數 | 最後賽果 | 競賽性質                   |
| -- | ------------- | ------------------------- | -------- | -------- | -------- | -------------------------- |
| 1. | 2006年10月7日 | Neo GSP Stadium, 尼科西亞 | 賽普勒斯 | 1–0      | 2–5      | 2008年欧洲足球锦标赛外围赛 |
| 2. | 2007年2月2日  | Serravalle                | 圣马力诺 | 2–1      | 2–1      | 2008年欧洲足球锦标赛外围赛 |
| 3. | 2007年3月24日 | Croke Park, Dublin        |          | 1–0      | 1–0      | 2008年欧洲足球锦标赛外围赛 |
| 4. | 2007年9月8日  | Tehelné pole, Bratislava  | 斯洛伐克 | 1–0      | 2–2      | 2008年欧洲足球锦标赛外围赛 |

## 外部連結
- 史提芬·艾利蘭官方網頁 （页面存档备份，存于）
- 足球数据库：艾利蘭的球员统计数据